# آسانو میتسوآکیرا
آسانو میتسوآکیرا市松؛ ۱۱ نوامبر ۱۶۱۷ – ۲۷ مهٔ ۱۶۹۳) یک دایمیو در قلمرو هیروشیما در دوره ادو اهل ژاپن بود.